# Bizスクエア
『Bizスクエア』（ビズスクエア）は、2018年10月7日からBS-TBSで放送されている報道番組・経済情報番組シリーズ。2021年10月2日までは、「サンデー」（毎週日曜日）に放送されていたため、『サンデーニュース Bizスクエア』というタイトルを用いていた。翌週（10月9日）から、放送の曜日を土曜日、番組のタイトルを『Bizスクエア』に変更。2021年12月2日からは、2Kチャンネルでの放送と並行しながら、「BS-TBS4K」（4Kチャンネル）でサイマル放送を実施している。

## 概要
BS-TBSで2015年4月4日から2018年9月22日まで毎週土曜日の21時台に放送された『週刊報道 Bizストリート』の流れを汲む生放送の経済報道番組で、『週刊報道 LIFE』（2015年4月5日から2018年9月16日まで放送されていた関連番組）を編成していた放送枠（日曜21時台）を継承。
TBSニュースバードでも、毎週月曜日の0:00 - 0:54（日曜日の深夜24:00 - 24:54）に時差放送。2018年12月2日の本放送から、リアルタイム字幕放送を開始した。さらに、4K放送に対応した制作体制へ移行するともに、前日（1日）に開局したBS-TBS4Kでサイマル放送を実施している。
BS-TBSの2021年10月改編に伴って、同年10月9日から放送枠を毎週土曜日の昼前（11時台）に移動。番組タイトルを『Bizスクエア』に変更した。

## 出演者
特記しない限り、出演の時点でTBSテレビのアナウンサー。

### 現在
- 播摩卓士（TBSテレビ報道局）

『サンデーニュース』時代より続投。
- 皆川玲奈（2025年1月11日 - ）

就任の時点で、『ひるおび』（TBSテレビ制作の生放送番組）木・金曜のアシスタント。宇内が年次休暇を取得していた2023年8月26日に当番組のキャスターの代行経験がある。

### 過去
- 古谷有美[3]（2020年7月26日まで出演）

2020年4月6日からは、『S☆1（日曜版）』のニュースキャスターを兼務していた。産前産後休暇の取得に伴って、宇内が『サンデーニュース』と合わせて担当を継承。本人は出産を経て、2024年6月から11月まで、育児と並行しながら『ひるおび』などでアナウンス業務を行っていたが、第3子妊娠に伴い再び産前産後休暇に入っている。
- 宇内梨沙（2020年8月2日 - 2024年12月28日）

日曜日の地上波（TBSテレビ）では、2021年3月29日まで『サンデーニュース』の本番後に、『S☆1』（日曜版）のニュースコーナー（実際には月曜日の未明に放送）を担当。同年8月29日から『サンデーニュース』が終了するまでは、『アッコにおまかせ!』（11:45 - 12:54に生放送）でアシスタントを務めた後に『サンデーニュース』へ出演していた。
2024年12月4日に自身のSNS及びTBSラジオ『アフター6ジャンクション2』にて、2025年3月末をもってTBSテレビを退職することを発表しており、その前準備として同月28日に当番組を卒業。TBSアナウンサーとして最後の（生放送での）テレビ出演が当番組となった。
以下のアナウンサーは、宇内の担当期間中の年次休暇取得などに伴う代演。
- 山本里菜（2022年11月26日）
- 日比麻音子（2024年8月31日・11月9日）

当時は隔週土曜日に、『王様のブランチ』（放送時間が当番組と重複するTBSテレビ制作の生放送番組）の進行を若林有子と交互に担当。当番組のキャスターを代行した日にはいずれも、『王様のブランチ』を若林が進行する週に当たっていた。

## 放送時間
サンデーニュース Bizスクエア
- 日曜日 21:00 - 21:54（2018年10月7日 - 2021年9月26日）

Bizスクエア
- 土曜日 11:00 - 11:54（2021年10月9日 - ）
  - BS-TBSのYouTube公式チャンネルでは、2022年10月以降の生放送終了後（土曜日の13:00から約20分間）に、「Bizスクエアで学ぶ 投資のキホン」（投資に関する解説動画）と題したライブ配信企画を月に1回のペースで実施。基本として宇内（2024年12月28日まで）[4]→皆川（2025年1月25日から）が進行役、井出慎吾（ニッセイ基礎研究所チーフ株式ストラデジスト）が解説役を務めているほか、当日の生放送とは別のゲストを随時迎えている。

## 主なコーナー
- Bizスクエア特集
- 最新ニュース
- TOPニュース
- 注目ニュース
- 為替情報
- 天気予報